# Prænumeration
Prænumeration er et gammelt begreb anvendt om den praksis, at købere forudbestiller og forudbetaler en planlagt bog, ofte mod at få deres navn trykt på en liste i bogen.

## Oprindelsen
Prænumerationens oprindelse er ikke kendt. Det først bevarede eksempel stammer fra England 1617. Det var forfatteren John Minsheu, der annoncerede efter prænumeranter til sin bog Guide into Tongues. Det er sandsynligt at fænomenet stammer fra England, hvilket også støttes af de særlige omstændigheder omkring bogudgivelse, der udviklede sig der. I 1500- og 1600-tallets Europa var den gængse fremgangsmåde, at forfattere, der ville udgive en bog, dedicerede den til en adelig eller kongelig person, som så var mæcen og ydede tilskud til bogens trykning. Men på grund af den voksende trykkefrihed i England fremstod flere og flere forfattere fra alle samfundslag, af hvilke mange ikke kunne håbe på at finde en rig mæcen. Derfor var det en oplagt mulighed at få læserne selv til at finansiere trykningen ved hjælp af prænumeration. Samtidig ville forfatterne på denne måde være uafhængige af boghandlerne og selv få et eventuelt overskud.
Fænomenet spredtes snart i Europa, først og fremmest til Holland og Tyskland. I Tyskland fik det hurtigt et dårligt ry, idet der var mange eksempler på forfattere eller forlæggere, som modtog forudbetalinger, men aldrig trykte eller leverede det færdige værk.

## I praksis
Prænumerationen foregik således at en forfatter eller forlægger udgav en prænumerationsindbydelse til et værk. Dette skete enten i en annonce i et tidsskrift eller avis, eller i en selvstændig  tryksag. Indbydelsen bestod af en beskrivelse af værkets indhold, dets pris (prænumeranter fik oftest rabat) og papirkvaliteter. Og en kupon til køberens navn. 
Når værket udkom fulgte en liste over prænumeranterne, deres navn og oftest også titel og erhverv, samt antallet af eksemplarer de havde prænumereret. Der var prestige forbundet med at stå på listen af berømte forfatteres værker. Det kunne mange gange være grund nok til prænumerere. Kongelige og adelige stod altid først på listen og havde ofte forudbestilt flere eksemplarer. 

## Prænumeration i Danmark
I Danmark kendes fænoment først fra begyndelsen af 1700-tallet. I 1706 sendte den lærde Mogens Vingaard en oversættelse af den romerske forfatter Curtius Rufus til biskop i Aalborg Jens Bircherod med opfordring til, at han fandt personer, der kunne udrede omkostningerne ved udgivelsen af skriftet. Ludvig Holberg påstod i sine erindringer, at det var ham der havde foranlediget fænomenet indført i Danmark-Norge, men der findes hverken trykte prænumerationsindbydelser eller lister bevarede i tilknytning til hans bøger, så det er sandsynligt, at det foregik ved personlige henvendelser fra de kommissionærer han havde rundt omkring i landet. Senere, i sine Moralske Tanker fra 1744 skriver han at fænomenet har taget overhånd, og at forlæggere og lærde selskaber nærmest fungerede som banker.
På Det Kongelige Bibliotek findes en samling på omkring 350 subskriptions- og prænumerationsindbydelser fra 1700- og 1800-tallet. Det må antages, at der var trykt endnu flere indbydelser. Af dem fremgår at prænumeration er fremherskende i 1700-tallet, mens det i 1800-tallet bliver subskriptionen, dvs. forudbestilling uden forudbetaling, der får overtaget.
Den først bevarede danske trykte prænumerationsindbydelse er fra 2. december 1741 og har været trykt i et tidsskrift. Det drejer sig om en Monsieur Chamereu, sprogmester i København, der vil udgive en Dansk-Fransk-Latin ordbog i to bind. Prisen for prænumeranter er fire rigsdaler, mens prisen i løssalg vil være seks rigsdaler. Den første selvstændigt trykte indbydelse stammer fra 1745 og er prænumerationsindbydelsen til Laurids de Thurahs Den danske Vitruvius.
Fænomenet blev også benyttet af forlæggere, som kunne anvende det til at finansiere oversættelser af udenlandske værker og lignende. Fx benyttede boghandleren og forlæggeren Søren Gyldendal sig ofte af denne metode. Det kunne ske, at et værk måtte udskydes eller helt sløjfes, hvis oversætteren eller forfatteren ikke fik færdiggjort det, og hvis forlæggeren skulle opretholde sin kredit, måtte prænumerationsbeløbet betales tilbage.
I 1800-tallet blev forlæggerne efterhånden så kreditsikre foretagender, at prænumerationsmetoden ikke mere var nødvendig. Forlæggerne investerede egen kapital i udgivelser, og købere kunne nøjes med at subskribere værkerne.